# از روسیه با عشق (بازی ویدئویی)
بازی  جیمز باند: از روسیه با عشق  (به انگلیسی: James Bond ۰۰۷: From Russia with Love) پنجمین سری از بازی‌های جیمز باند می‌باشد. این بازی بعد از بازی‌های مامور زیر آتش، نایت فایر، چشم طلایی و همه چیز یا هیچ، در سال ۲۰۰۵ میلادی بر روی کنسول‌های پلی استیشن ۲، ایکس باکس، گیم کیوب و در سال ۲۰۰۶ میلادی برای کنسول دستی پی اس پی توسط شرکت الکترونیک آرتز به بازارهای جهانی عرضه گردید.

## داستان بازی
داستان این بازی بر اساس فیلم معروف جیمز باند با همین نام که در سال ۱۹۶۳ میلادی ساخته شده‌است. در این بازی جیمز باند برای بدست آوردن ماشین رمزگشای روسی که با نام «لکتور» شناخته می‌شود به استانبول فرستاده می‌شود. امادر واقع این یک تله است که برای به دام انداختن جیمز باند توسط جنایتکار بین‌المللی روسیه یعنی «اختاپوس» طراحی و اجرا گشته‌است.

## گیم‌پلی
این بازی دارای ۱۸ مأموریت است که به صورت اکشن و تیراندازی سوم شخص ساخته شده. از خصوصیات بارز این بازی قدرت کاورگیری شخصیت جیمز باند و هدف‌گیری اتوماتیک است، ضمن اینکه مبارزات نزدیک و غافلگیرکننده در این نسخه، این بازی را بسیار شبیه به گیم پلی سری بازهای اسپلینتر سل نموده‌است. در این بازی همچنان ابزارهای فوق حرفه‌ای جیمز باند مانند ساعت لیزری و... حضور دارند و با استفاده از آن‌ها می‌توان در بازی پیشرفت نمود. همچنین امکان انجام حرکات خارق العاده (که به حرکات جیمز باندی معروف هستند) وجود دارد و با انجام آن‌ها در انتهای هر مرحله جوایزی به بازیباز داده می‌شود. در این بازی امکان آزاد نمودن سه جایزه ویژه از طرف سازندگان قرار داده شده‌است:
- بازنمودن محتوای ویژه از جمله فیلم مراحل ساخت بازی و...
- بازنمودن مراحل ویژه
- بازنمودن امکان ارتقا و قدرت بخشیدن به اسلحه و ابزارهای ویژه جیمز باند.[۲]

## شخصیت ها

### شخصیت‌های اصلی
- جیمز باند با صدا و مدل (شون کانری) [۳]
- اِم با مدل برنارد لی و صداپیشگی (پیتر رنِدی) [۴]
- کیو با مدل دزموند لوولن و با صداپیشگی (فیل پروکتور) [۵]

### تاتیانا رومانووا[۶]
شخصیت مثبت زن بازی و منشی بخش سایفر روسیه.

### رد گرانت[۷]
قاتل و جنایتکار آموزش دیده و نقش منفی بازی.

### الیزابت استارک[۸]
دختر نخست وزیر انگلستان که در بازی ربوده می‌شود.

### اوا[۹]
همکار و راننده «رد گرانت» و یکی از اعضای تبهکار گروه «اختاپوس».

### رزا کلِب[۱۰]
شخصیت دیوانه و موذی زن بازی که در فیلم اصلی نقش بسیار زیادی ایفا می‌کند.

### کریم بِی[۱۱]
یکی از دوستان و یاران جیمز باند در فیلم و بازی.

## مشخصات فنی

چهره شبیه سازی شده شون کانری

- گرافیک: این بازی از سری باز ی‌های «تیراندازی سوم شخص» می‌باشد و محیط بازی به صورت کاملاً سه بعدی طراحی و ساخته شده‌است. چهره جیمز باند کاملاً از روی چهره شون کانری طراحی و مدلسازی گردیده (تصویر سمت راست)
- صدا و موسیقی: موسیقی استفاده شده در این بازی بر اساس تم معروف «جیمز باند» بازسازی شده‌است. صدای جیمز باند نیز در این بازی توسط هنرپیشه معروف و ایفاکننده نقش جیمز باند در فیلم اصلی، «شون کانری» صدا گذاری گردیده‌است.[۱۲]
- امتیاز کلی: این بازی با میانگین ۶۹ درصد در رتبه بندی بازی‌های ویدئویی از سوی سایتهای مختلف، امتیاز دهی گردیده. البته در میان نسخه‌های مختلف این بازی، نسخه مربوط به کنسول گیم کیوب بالاترین میزان امتیاز را آورده‌است.[۱۳]